# ليا كيرنز
ليا كيرنز هي ممثلة كندية، ولدت في 2 يونيو 1974 في كندا.

## أعمال

### أفلام
- (2007) 88 دقيقة
- (2014) بين النجوم

### مسلسلات
- المسافرون
- باتلستار غالاكتيكا
- كايل إكس واي
- نزل بيتس[2]

## وصلات خارجية
- ليا كيرنز على موقع IMDb (الإنجليزية)
- ليا كيرنز على موقع ألو سيني (الفرنسية)
- ليا كيرنز على موقع أول موفي (الإنجليزية)
- ليا كيرنز على موقع قاعدة بيانات الأفلام السويدية (السويدية)
- ليا كيرنز على موقع قاعدة بيانات الفيلم (الإنجليزية)
- ليا كيرنز على موقع كينوبويسك (الروسية)